# Kia Soul
Kia Soul là dòng ô tô SUV crossover cở nhỏ được sản xuất bởi Kia. Ra mắt tại Paris Motor Show 2008, tính đến nay đã có ba phiên bản được phát hành.

## Doanh số
Tính đến năm 2015, Kia đã sản xuất hơn một triệu chiếc Kia Soul. Tại Hoa Kỳ, hơn 100.000 chiếc đã được bán ra mỗi năm từ năm 2011 đến năm 2018.
| Năm  | Hoa Kỳ  | Canada | Toàn cầu |
| ---- | ------- | ------ | -------- |
| 2009 | 31,621  | 8,489  |          |
| 2010 | 67,110  | 9,857  |          |
| 2011 | 102,267 | 11,651 |          |
| 2012 | 115,778 | 7,560  |          |
| 2013 | 118,079 | 7,618  |          |
| 2014 | 145,316 | 9,944  |          |
| 2015 | 147,133 | 13,335 | 203,518  |
| 2016 | 145,768 | 12,672 | 195,802  |
| 2017 | 115,712 | 11,691 |          |
| 2018 | 104,709 | 11,129 |          |
| 2019 | 98,033  | 11,868 |          |
| 2020 | 71,862  | 9,869  |          |
| 2021 | 75,126  |        |          |